# Cá nhám dẹt Nhật Bản
Cá nhám dẹt Nhật Bản, tên khoa học Squatina japonica, là một loài cá mập trong chi Cá nhám dẹt, chi duy nhất còn sinh tồn trong họ và bộ của nó. Loài này được Bleeker miêu tả khoa học đầu tiên năm 1858.

## Hình ảnh

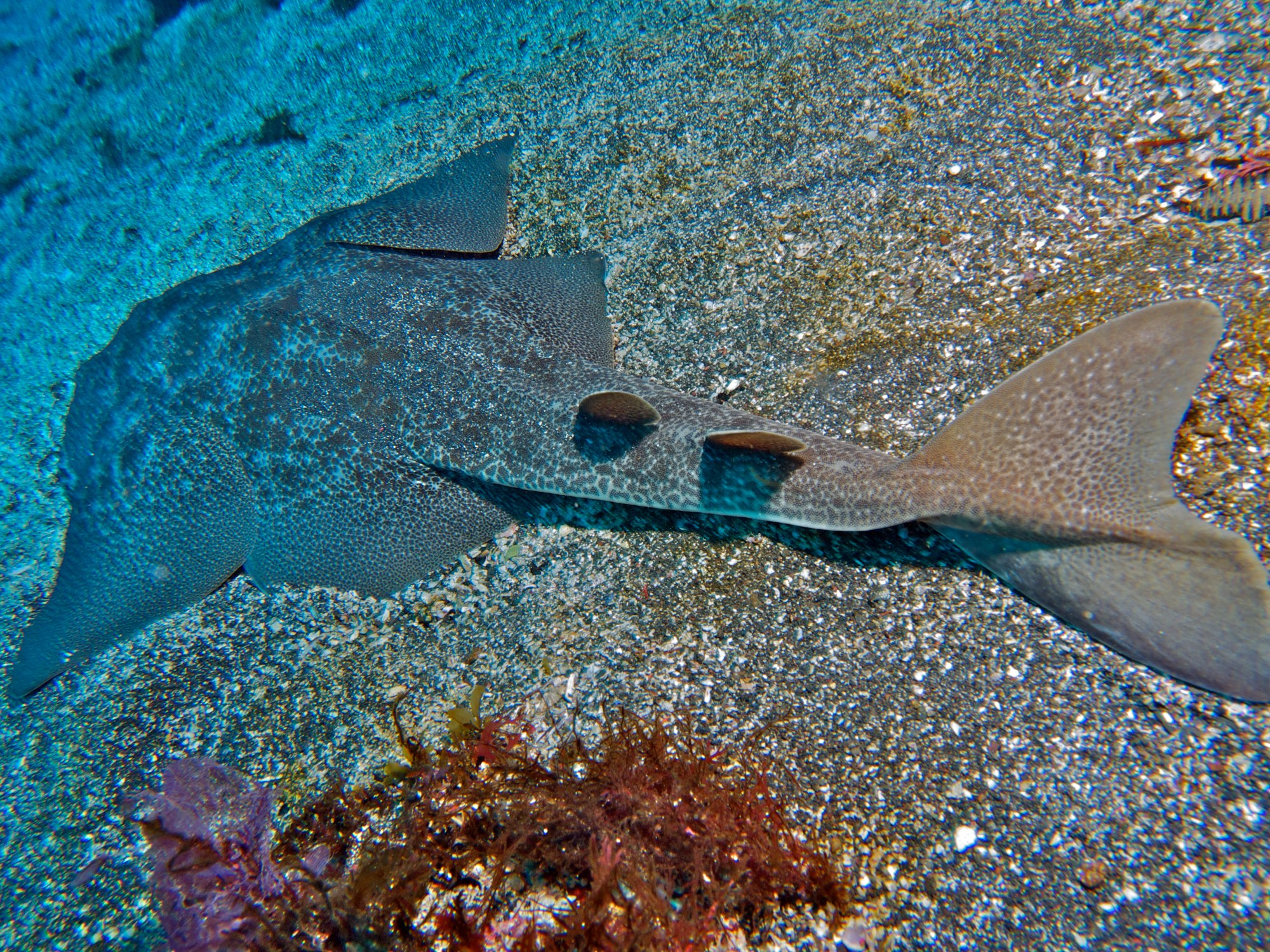
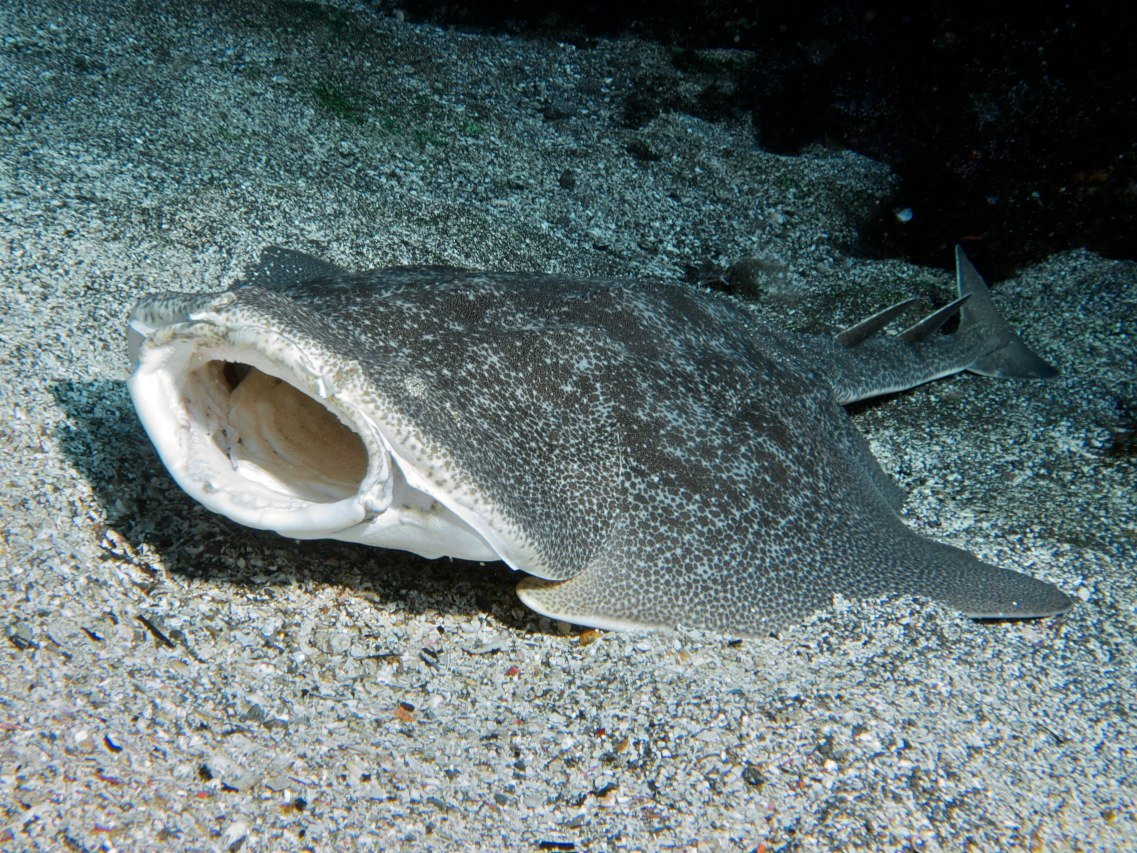